# 麥空縣 (蒙大拿州)
麥空縣（英語：McCone County）是美國蒙大拿州東部的一個縣。面積6,948平方公里。根据美國2000年人口普查，共有人口1,977人。治所瑟科 (Circle)。
成立於1919年2月20日。縣名紀念州參議員喬治·麥空 (George McCone)。